# Annegret Leiner
Annegret Leiner (* 1941 in Hannover) ist eine deutsche Bildende Künstlerin.

## Vita
In den Jahren 1961/62 begann Annegret Leiner ein Studium der Kunstgeschichte an der Universität des Saarlandes in Saarbrücken. 1962 wechselte sie zur Werkkunstschule Saarbrücken, wo sie bei Oskar Holweck studierte. 1963 führte sie ihr Studium an der Staatlichen Hochschule für Bildende Künste Braunschweig bei Emil Cimiotti und Siegfried Neuenhausen bis zum Jahr 1966 fort. 1988 erhielt Leiner ein Förderstipendium der Stadt Saarbrücken, 1995 ein Arbeitsstipendium der Stadt Salzburg. Ein Jahr später wurde ihr ein Arbeitsstipendium im Künstlerhaus Schloß Wiepersdorf/Brandenburg zugesprochen.
Annegret Leiner lebt und arbeitet als frei schaffende Malerin und Grafikerin in Saarbrücken.

## Werk
"Bereits in ihren ersten Werken, noch ganz dem Gegenständlichen verpflichteten Zeichnungen, zeigt sich eines der Leitthemen von Annegret Leiner: Die Auseinandersetzung mit der leiblichen Grunderfahrung von Enge und Weite. Staudämme und Mauern, um nur diese Motivgruppe der 1970er Jahre herauszugreifen, figurieren in jenen frühen Arbeiten als Platzhalter der Begrenztheit und Unfreiheit menschlicher Existenz". Nach dieser Phase löste sich Leiner allmählich vom  gegenständlichen Arbeiten und widmet sich dem Informel, einer spontanen und emotional ausgerichteten Malart.
In den 80er Jahren präsentiert Annegret Leiner neue Arbeiten. „Zonen der Verdichtung und Lockerheit wechseln spannungsvoll ab und verstärken den aufwühlenden Charakter dieser Bilder. Die Figuren sind zumeist regelrecht in die Bilder hineingepresst, stemmen sich gegen die Bildränder oder werden von ihnen überschnitten. Dies suggeriert Enge und sorgt für einen gleichsam klaustrophoben Zug dieser Werkgruppe“, beschreibt Barbara Weyandt diese Arbeiten.
Zunehmend widmet sich die Künstlerin in der Folgezeit der Mischtechnik. Es entstehen großformatige Arbeiten, die zwar noch auf das ursprünglich Figurative zurückgeführt werden können, die aber allerlei Assoziationen beim Betrachter erlauben. In jüngerer Zeit verbannt Leiner auch die Reste ihrer figurativen Malerei und arbeitet ganz mit abstrakten Formen. Annegret Leiner wird als "...eine interessante Gegenstimme zum derzeitigen Trend figürlicher Darstellung in der zeitgenössischen Kunst" charakterisiert, die "...im Gegensatz zu ihrer Zeit die strikte Abstraktion wagt", wobei breite Pinselstriche und zackige Bewegungen ihre Handschrift sind.

## Preise – Ehrungen
2015 Albert-Weisgerber-Preis für Bildende Kunst der Stadt St. Ingbert

## Ausstellungen (Auswahl)
Einzelausstellungen

- 1971 galerie h, Saarbrücken
- 1977 Galerie Elitzer, Saarbrücken
- 1983 Galerie Hofhaus, Saarlouis
- 1988 „Zerrfelder“, Saarländisches Künstlerhaus Saarbrücken
- 1989 École des Beaux Arts, Metz/Frankreich
- 1990 Stadtgalerie Saarbrücken;  Chapelle de L’Oratoire, Nantes
- 1992 Galerie Weinand-Bessoth, Saarbrücken
- 1993 Galerie Oeil, Forbach (Moselle)/Frankreich
- 1996 Galerie 48, Saarbrücken
- 1998 Stiftung Demokratie Saarland, Saarbrücken
- 2001 „Annegret Leiner-Neue Arbeiten“, Museum St. Wendel
- 2002 "Vor Ort – Arbeiten von Annegret Leiner", Galerie im Kunststall (Altstadt)
- 2006 „Landschaften“, Deutsche Klinik für Naturheilkunde und Präventivmedizin (DKNP), Püttlingen/Saar; „Annegret Leiner - Landschaften“, Landesbank Saar, Saarbrücken
- 2011 Saarbrücken, Kulturbahnhof (KuBa): Werkschau zum 70. Geburtstag
- 2023/24: Loslösung. Annegret Leiner, Moderne Galerie Saarbrücken

Gemeinschaftsausstellungen

Annegret Leiner war mit ihren Arbeiten in zahlreichen Gemeinschaftsausstellungen im In- und Ausland vertreten.

## Werke im Öffentlichen Raum
- 1983 Merzig, Gesundheitsamt: Treppenhausgestaltung
- 1985 Saarbrücken, Landesamt für Umweltschutz: Gestaltung des Aufzugs
- 1988 Saarbrücken Gebäude der Bereitschaftspolizei: Wandgestaltung
- 1989 Merzig, Polizeidienstgebäude: Treppenhausgestaltung
- 1998 Homburg, Frauen- und Kinderklinik: Wandgestaltung
- 2001 Berlin, Neubau der Vertretung des Saarlandes beim Bund: Gestaltung des Empfangsraumes